# 張政雄 (歌唱比賽選手)
張政雄（2001年1月23日—），高雄人，曾是豪記唱片童星。2007年至2009年間參與民視《超級童盟會》，2009年7月12日榮獲《超級童盟會》年度總冠軍賽第二名。經台語歌手蔡小虎引薦加入唱片公司。與薛珮潔組隊，曾發行《吃緊弄破碗》、《三口組》（張政雄、薛佩潔、翁立友合唱）等四張台語合輯。2019年5月參與民視節目《台灣那麼旺》歌唱節目，一曲《用情》獲得90.3高分，卡位成功，被羅文聰老師譽為該節目黑馬，2019年6月30日出局。目前就讀中央警察大學法律系。

## 演出作品

### 電視劇/網路劇
| 年份   | 播放頻道          | 劇名     | 飾演 | 性質 | 導演 |
| ------ | ----------------- | -------- | ---- | ---- | ---- |
| 2022年 | CATCHPLAY+ HBO GO | 良辰吉時 | 警察 | 客串 | 黃熙 |